# Limenitis lanthanis
Limenitis lanthanis är en fjärilsart som beskrevs av Cook och Watson 1909. Limenitis lanthanis ingår i släktet Limenitis och familjen praktfjärilar. Inga underarter finns listade i Catalogue of Life.